# 이연재
이연재(李演宰, 1962년 12월 28일 ~ )는 대한민국의 대구광역시 중구의 진보신당 소속 정치인이다. 학생운동, 노동운동 출신의 사회운동가이자 진보 정치인이다. 경북대학교 재학시 전두환정권에 저항하다 옥고를 치렀으며 이후 진보적 사회운동에 헌신하였다. 민주노동당 창당멤버였으며,민주노동당 대구시당위원장을 역임하였고,2006년 지방선거 대구시장후보로 출마한 바 있는 대구의 대표적인 진보정치인 중 한 명이다. 2008년 노선불일치로 민주노동당을 떠나 진보신당을 창당하였고 18대 총선 때 대구 수성갑에서 출마, 20% 가까운 득표를 하고 낙선하였다. 명덕초, 경구중, 영신고, 경북대 철학과, 국제관계대학원을 졸업하였다. 중국 산동대학 객좌연구원으로 초청되어 중국에서 한중관계를 연구하다 2011년 초 귀국하였다. 귀국 후 진보신당 대구시당 위원장을 맡았다. 지역풀뿌리 운동단체인 수성주민광장을 창립, 상임대표를 맡아 지역공동체 운동에도 매진하고 있다.

## 역대 선거 결과
|  | 4.15% |

|  | 3.91% |

|  | 19.02% |

|  | 3.34% |

## 학력
- 명덕초등학교 졸업
- 경구중학교 졸업
- 영신고등학교 졸업